# ジュリアーノ・ジェンマ
ジュリアーノ・ジェンマ（Giuliano Gemma、1938年9月2日 - 2013年10月1日）は、イタリア・ローマ出身の俳優・彫刻家。マカロニ・ウェスタンのトップスターとして知られた。

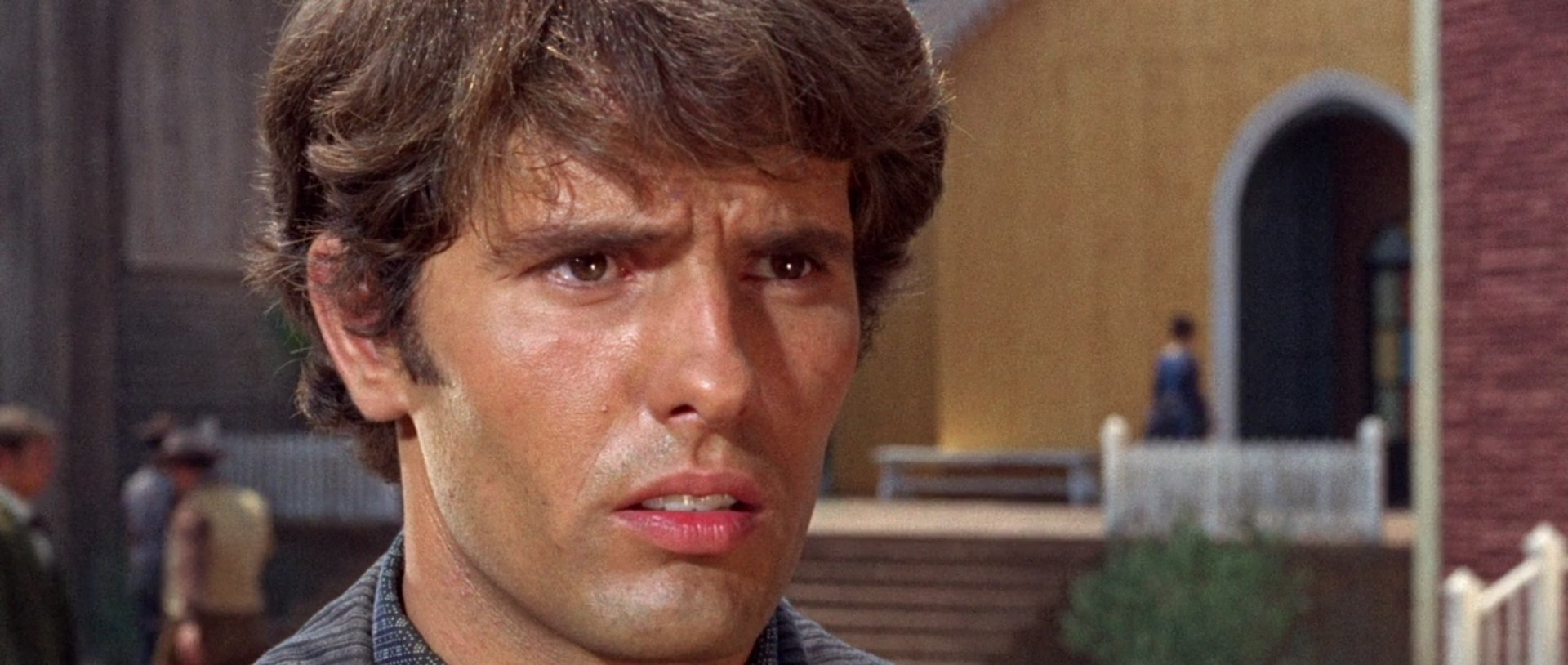
怒りの荒野 (1967)のジェンマ

## 来歴
幼い頃は母の生まれ故郷北イタリア、レッジョ・エミリアで暮らす。小さい頃から肉体労働などをして家計を支え、高校時代はボクシングや器械体操で数々の賞をとった。卒業後に兵役に就く。その後バーテンダー、セールスマン、消防士などをした後に1957年演劇学校ビデス・フィルムに入学し、アメリカ映画『ベン・ハー』にエキストラ出演（当初はチャールトン・ヘストンのスタンドインに予定されていたものの191cmのヘストンより6cm背丈が足りなかったため）。ほか、『タイタンの逆襲』やルキノ・ヴィスコンティ監督の『山猫』などにも出演。
1965年、“モンゴメリー・ウッド”の芸名でマカロニ・ウェスタン『夕陽の用心棒』に主演し、これが世界的にヒット。同時期に芸名を本名のジュリアーノ・ジェンマへと変える。その後も『荒野の1ドル銀貨』、『南から来た用心棒』、『星空の用心棒』、『怒りの荒野』といったマカロニ・ウェスタンに立て続けに主演し、世界の大スターへ。
私生活では人気が出る前からのマネージャーのナタリア・ロベルティと結婚している。
1980年代前半には、スズキから、自らの名を冠した第1種及び第2種の原動機付き自転車（スクーター）「ジェンマ」のイメージキャラクターとしてCMに出演した。また、来日もしている（マガジンハウス刊「スタアの40年　平凡 週刊平凡 秘蔵写真集」より、カラー写真）。
1991年にはイタリアロケが行われた日本映画『フィレンツェの風に抱かれて』（和泉聖治監督。東映）に出演し、若村麻由美と共演した。
晩年は彫刻家としても活動していたが、2013年10月1日、ローマ近郊のチェルヴェーテリで自家用車を運転中に対向車と正面衝突し負傷。搬送先の病院で死去した。75歳没。

## 主な出演作
- 剣闘士の反逆 (1958)
- ベニスと月とあなた (1958)
- ベン・ハー Ben-Hur (1959)
- メッサリーナ(1959)
- ボッカチオ'70 (1961)

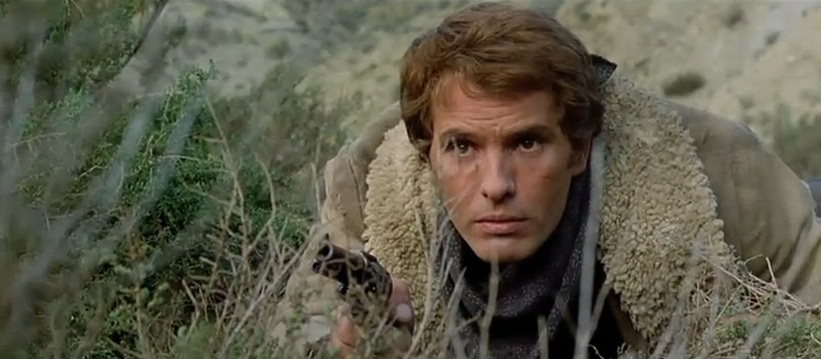
『シルバー・サドル 新・復讐の用心棒』 (1978)にて

- タイタンの逆襲 ARRIVANO I TITANI (1962)
- 山猫 IL GATTOPARDO (1962)
- 史上最大の喜劇 地上最笑の作戦 (1962)
- 鉄腕マチステ MACISTE L'EROE PIU' GRANDE DEL MONDO (1963)
- シエラザード Sheherazade (1963)
- 二人の剣闘士 I DUE GLADIATORI (1964)
- 親衛隊の反逆 (1964)
- ヘラクレス対太陽の子 (1964)
- アンジェリク はだしの女公爵 ANGELICA ALLA CORTE DEL RE ANGELIQUE: MARQUISE DES ANGES(1965)
- アンジェリク2/ヴェルサイユへの道 ANGELIQUE: MERVEILLEUSE ANGELIQUE (1965)
- バイキング・エリック ERIK IL VIKINGO (1964)
- こむすめ LA RAGAZZOLA (1965)
- 夕陽の用心棒 Una Pistola per Ringo (1965)
- 荒野の1ドル銀貨 Un dollaro bucato (1965)
- 続・荒野の1ドル銀貨 Il ritorno di Ringo (1965)※実際には「荒野の1ドル銀貨」とは関係なく、「夕陽の用心棒」のスタッフの作品。
- 続・さすらいの一匹狼 ADIOS GRINGO (1965)
- 南から来た用心棒 ARIZONA COLT (1966)
- さいはての用心棒 PER POCHI DOLLARI ANCORA (1966)
- キス・キス・バン・バン KISS KISS.....BANG BANG (1967)
- 星空の用心棒 I lunghi giorni della vendetta (1967)
- 荒野の一つ星 WANTED (1967)
- 怒りの荒野 I GIORNI DELL'IRA (1967)
- バスタード I BASTARDI (1968)
- 暁のガンマン ...E PER TETTO UN CIELO DI STELLE (1968) ※劇場未公開。テレビ放映時に「さすらいの用心棒」のタイトルで放送された。
- 欲情の島 Blow Hot, Blow Cool (1969)
- 怒りの用心棒 Il prezzo del potere/The Price of Power (1969) ※「復讐のダラス」「ダラス・ブリット」の名前の表記も見られる。
- 荒野の大活劇 VIVI O PREFERIBILMENTE MORTI (1969)
- 火の射手 L'ARCIERE DI FUOCO (1970)
- 特攻大戦線 CORBARI  (1970)
- 女にしっぽがあったころ QUANDO LE DONNE AVEVANO LA CODA (1970)
- はるかなる国境 L'AMANTE DELL'ORSA MAGGIORE (1971)
- 新・さすらいの用心棒 ベン&チャーリー Amico, stammi lontano almeno un palmo (1972)
- イタリア式恋人アタック作戦 (1972)
- ザ・ビッグマン UN UOMO DA RISPETTARE (1972)
- くたばれカポネ ANCHE GLI ANGELI MANGIANO FAGIOLI (1973)
- アフリカ特急 AFRICA EXPRESS (1975)
- サファリ特急 SAFARI EXPRESS (1976)
- ゴールデン・ボーイ 危機また危機 Troppo Rischio Per Un Uomo Solo (1973)
- 縄張(シマ)はもらった Charleston (1974)
- ミラノの恋人 Delitto D'amore (1975)
- ザ・サムライ 荒野の珍道中 Il bianco, il giallo, il nero (1975)
- カリフォルニア〜ジェンマの復讐の用心棒 CALIFORNIA (1977)
- 鉄人長官 IL PREFETTO DI FERRO (1977)
- ザ・ビッグ・バトル (1977)
- シルバー・サドル 新・復讐の用心棒"SILVER SADDLE"(1978)
- 獲物はおまえだ (1979)
- 警告 (1980)
- シャドー Shadow Tenebrae (1982)
- ドン・コルレオーネの娘 禁断 The Man from Corleone Le Cercle des Passions (1983)
- クラレッタ・ペタッチの伝説 Claretta (1984)
- 秘宝を追え! ―イタリア特捜警察― Caccia al ladro d'autore （1984）
- 魔境のガン・ファイター　Tex e il signore degli abissi (1985) ※劇場未公開。邦題はビデオ販売時のもの（2016.06.22現在DVD、BDともに国内未発売）
- アルジェント・ザ・ナイトメア／鮮血のイリュージョン (1986)
- 女たちのテーブル Speriamo che sia femmina (1986)
- 仁義なき街 Ready To Fight (1987)
- オポネント (1987)
- フィレンツェの風に抱かれて 日本映画 (1991)
- 女王フアナ Juana la Loca (2001)
- シークレット・ポワゾン 背徳の蜜事 (2001)

## 日本語吹き替え
主に担当していたのは、以下の二人である。
野沢那智
キャリア初期から吹き替えを担当しており、ジェンマの専属（フィックス）として知られた。
1970年代にジェンマが『ゴールデン・ボーイ 危機また危機』（1973）のプロモーションを兼ねて来日した際にNETの企画で対面し、ジェンマ本人からの公認を得ている。翌年のインタビューでは「ジェンマは去年の来日の際、NETで会いましたが、彼こそカントリー・ボーイって感じで嬉しかったねえ。本当に楽しそうな人ですね。彼の吹替えが一番やりやすいなあ。このままの声でやれるし、芝居のタッチも強く、セリフのメリハリが効きますから」と証言している。
松橋登
主にジェンマ主演作品の日本テレビ放映時に担当。野沢に次いで多く吹き替えた。
このほかにも、伊武雅刀、木下秀雄、柴田侊彦、山田康雄、江原正士なども声を当てたことがある。

## 日本のテレビCM
- スズキ・ジェンマ[8]
- 大丸 紳士服 トロージャン（帰ってきたガンマン篇、1978年）[9]